# Xavier O’Callaghan
Xavier O’Callaghan Ferrer (* 2. März 1972 in Tarragona, Spanien) ist ein spanischer Handballmanager und ehemaliger Handballnationalspieler. Er wurde in die Hall of Fame of European handball aufgenommen.

## Vereinskarriere
Der 1,86 m große und 80 kg schwere Spielmacher spielte 19 Jahre lang für den spanischen Renommierklub FC Barcelona, mit dem er insgesamt 55 Titel gewinnen konnte. Nach seinem Karriereende 2005 wechselte er in das Management des Vereins, außerdem arbeitet er im Forum Club Handball. Im Jahr 2010 wurde ihm zu Ehren sein Trikot mit der Nr. 4 unter das Hallendach des Palau Blaugrana gehängt und wird seit dem nicht mehr vergeben.

## Auswahlmannschaften
Mit der spanischen Nationalmannschaft gewann er bei den Olympischen Spielen 2000 in Sydney Bronze und nahm ebenfalls an den Spielen 2004 in Athen teil. O’Callaghan bestritt 87 Länderspiele, in denen er 140 Tore erzielte.

## Erfolge
- Europapokal der Landesmeister: 1990/91
- EHF-Champions-League-Sieger: 1995/96, 1996/97, 1997/98, 1998/99, 1999/2000, 2004/05
- EHF-Pokal: 2002/03
- Europapokal der Pokalsieger: 1993/94, 1994/95
- EHF Champions Trophy: 1996, 1998, 1999, 2003, 2004
- Liga ASOBAL: 1990/91, 1991/92, 1995/96, 1996/97, 1997/98, 1998/99, 1999/2000, 2002/03
- Copa del Rey: 1992/93, 1993/94, 1996/97, 1997/98, 1999/2000, 2003/04
- Copa ASOBAL: 1994/95, 1995/96, 1999/2000, 2000/01, 2001/02
- Supercopa Asobal: 1990/91, 1991/92, 1993/94, 1996/97, 1997/98, 1999/2000, 2000/01, 2003/04
- Katalanischer Meister: 1990/91, 1991/92, 1992/93, 1993/94, 1994/95, 1996/97
- Pyrenäen-Meister: 1997, 1998, 1999, 2000, 2001, 2003, 2005
- Olympische Spiele 2000: Bronze

## Ehrungen
Er wurde in die Hall of Fame of European handball aufgenommen.